# Службова гвинтівка
Службова гвинтівка (або стандартна гвинтівка) — це гвинтівка військового призначення для регулярної піхоти. У сучасних збройних силах це, як правило, універсальні та міцні бойові, штурмові гвинтівки або карабіни, які підходять для використання майже в усіх середовищах. Більшість військових мають також службову або особисту зброю разом зі службовими гвинтівками.

## Історія

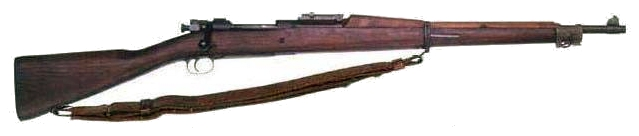
Гвинтівку з ковзним затвором M1903 Springfield використовували як службову гвинтівку з 1905 року до майже початку Другої світової війни, коли її замінили на самозарядну гвинтівку M1 Garand. Її в обмеженій кількості використовували до В'єтнамської війни.

Нарізна вогнепальна зброя існувала і до 19-го століття, але не була сильно поширеною до громадянської війни в США. Таким чином нарізна зброя на початку 19-го століття призначалися лише для марксманів, у той час як звичайна піхота використовувала менш точні гладкоствольні мушкети вищою швидкострільністю з діаметром стволу до 19 мм (0,75 дюйми). Ранні «службові гвинтівки» 1840-х років, такі як прусська голчаста гвинтівка Дрейзе (1841) та шведська Infanteriegewehr Modell 1842 технічно були мушкетами.
Бойові нарізні гвинтівки були представлені в 1860-х у Франції гвинтівка Шасспо (1866) та у Швеції Peabody Gewehr Modell 1867. В США гвинтівка Springfield Model 1873 стала першою казнозарядною гвинтівкою, яку військове міністерство США замовило і поширило у військах.
Розробка бездимного пороху в 1884 році, новий набій було використано в гвинтівці Lebel Model 1886, призвела до закінчення ери зброї під димний порох і призвела до стрибка в розвитку стрілецької зброї. До початку Першої світової війни всі провідні армії світу мали на озброєнні магазинні гвинтівки з ковзним затвором, такі як британська Lee–Enfield, німецька Gewehr 98 та російська Мосін-Наган.
Під час Другої світової війни США прийняли на озброєння M1 Garand, який було створено в 1936 році. Незважаючи на розвиток технологій США стали єдиною країною, яка прийняла на озброєння самозарядну гвинтівку як службову. У той час як інші країни розробляли самозарядні гвинтівки і використовували їх в обмеженій кількості. Для порівняння, Німеччина випустила 402000 гвинтівки Gewehr 43, в той час як гвинтівок Karabiner 98k випустили 14000000 (вкорочений варіант Gewehr 98). Хоча, під час війни Німеччина також випускала штурмові гвинтівки StG 44 з магазином на 30 набоїв, які були здатні вести автоматичний вогонь. Після війни, StG 44 сильно зацікавила Радянський Союз, який майже повністю скопіював її створивши автомат АК-47. В 1960-х роках в США розробили гвинтівку M16, яка закріпила використання штурмових гвинтівок як службову зброю.